# میوه کاج

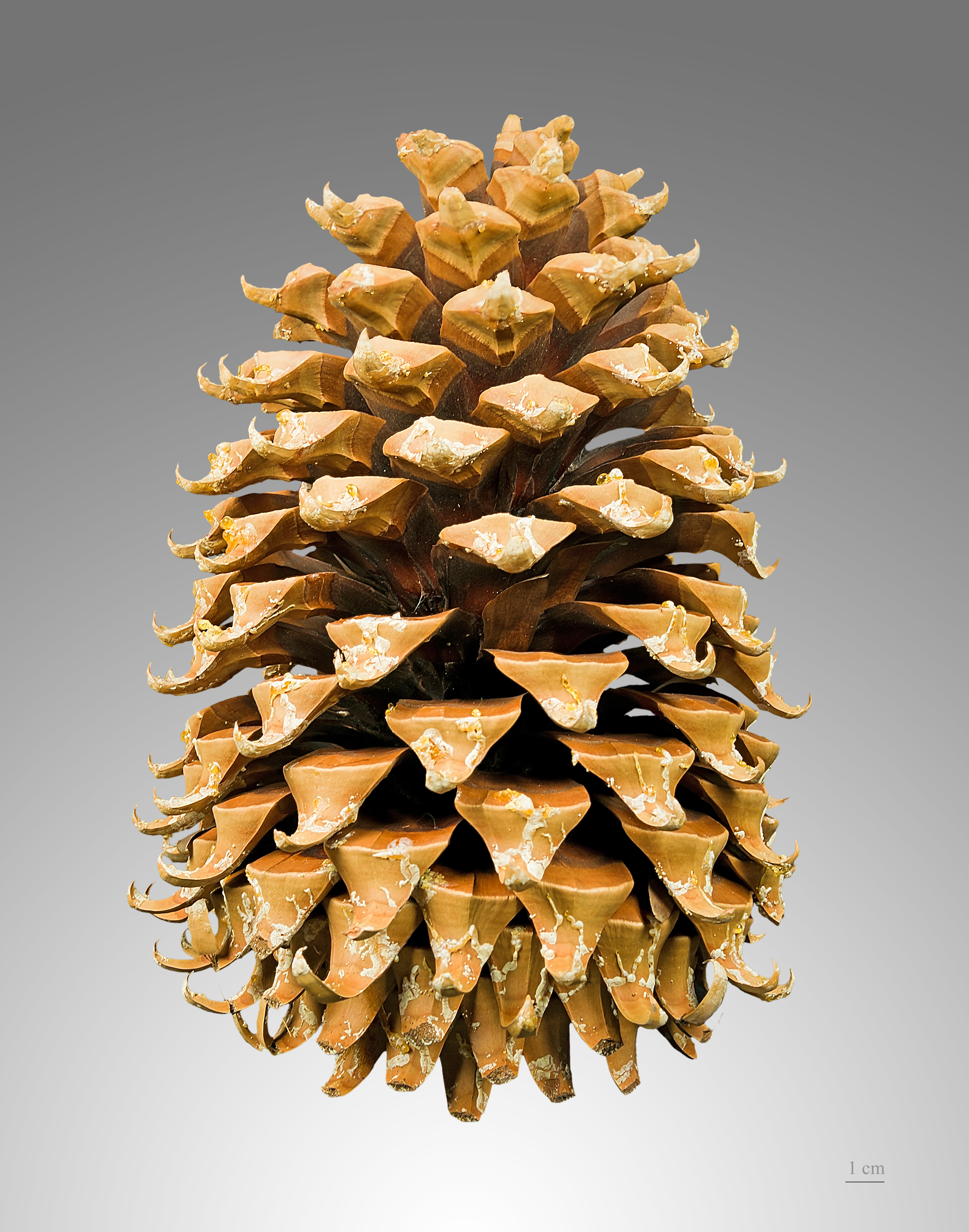
مادهٔ بالغ کاج کولتر

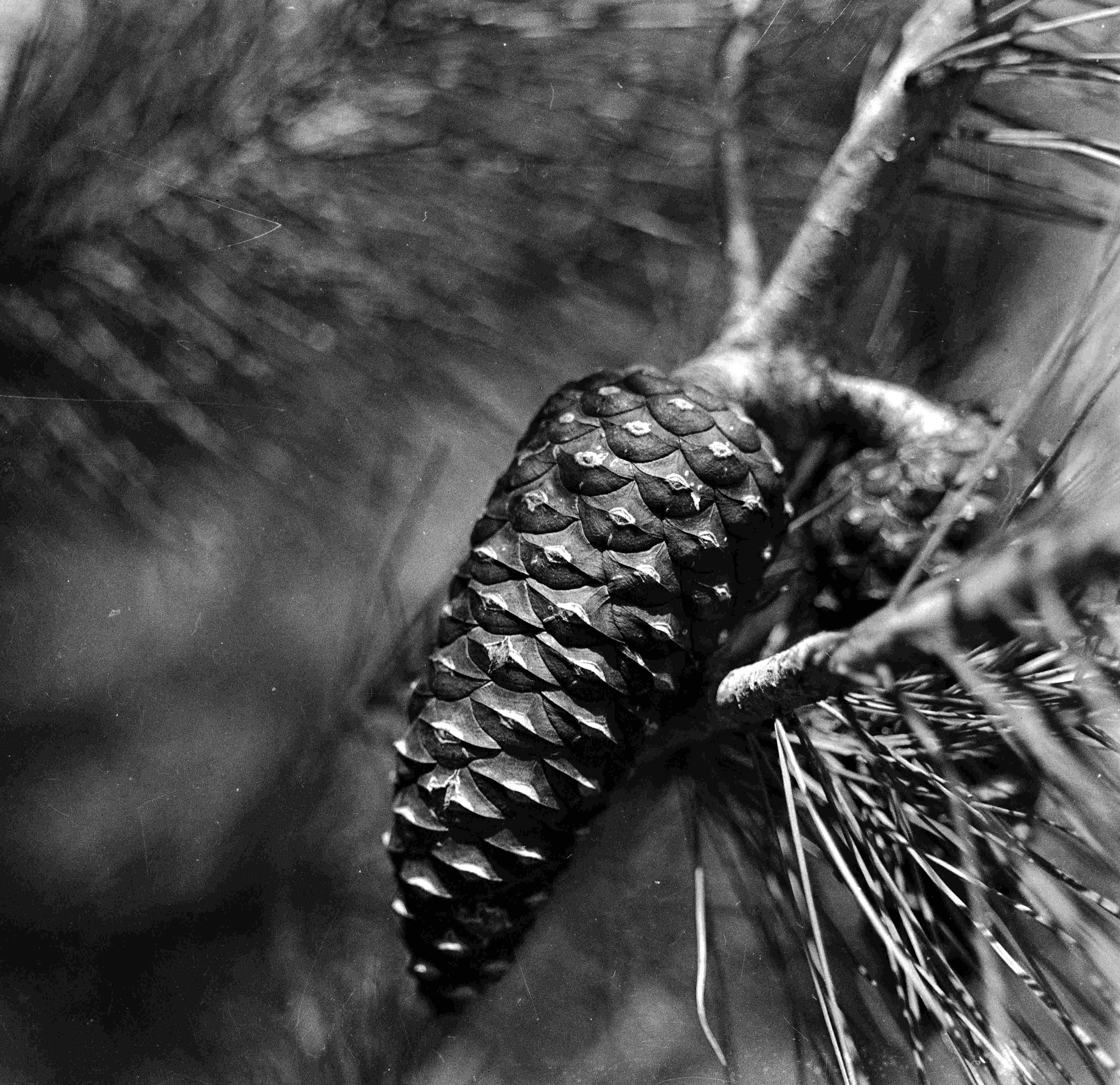
مادهٔ کاج مدیترانه‌ای

میوهٔ کاج (به انگلیسی: Conifer cone)، مخروطیِ (در استفادهٔ رسمی گیاه‌شناسی: strobilus، جمع strobili) یکی از گیاهان در بخش مخروطیان است که شامل ساختارهای زایشی گیاه است. مخروط چوبیِ به‌چشم‌آشنایِ کاج مخروطِ مادهٔ این گیاه است که تولیدِ دانه می‌کند. مخروط‌های نر، که گرده تولید می‌کنند، معمولاً علفی هستند و حتی در بلوغ کامل وجودشان بسیار کمتر چشم‌گیر است. نام «مخروط» به پی‌روی از این واقعیت است که شکل این اندام گیاهی در برخی از (و یا بیشترِ) گونه‌های آن شبیه به یک مخروط هندسی است. در تمام مخروطیان، مخروط نر ساختاری مشابه دارد.

## نگارخانه

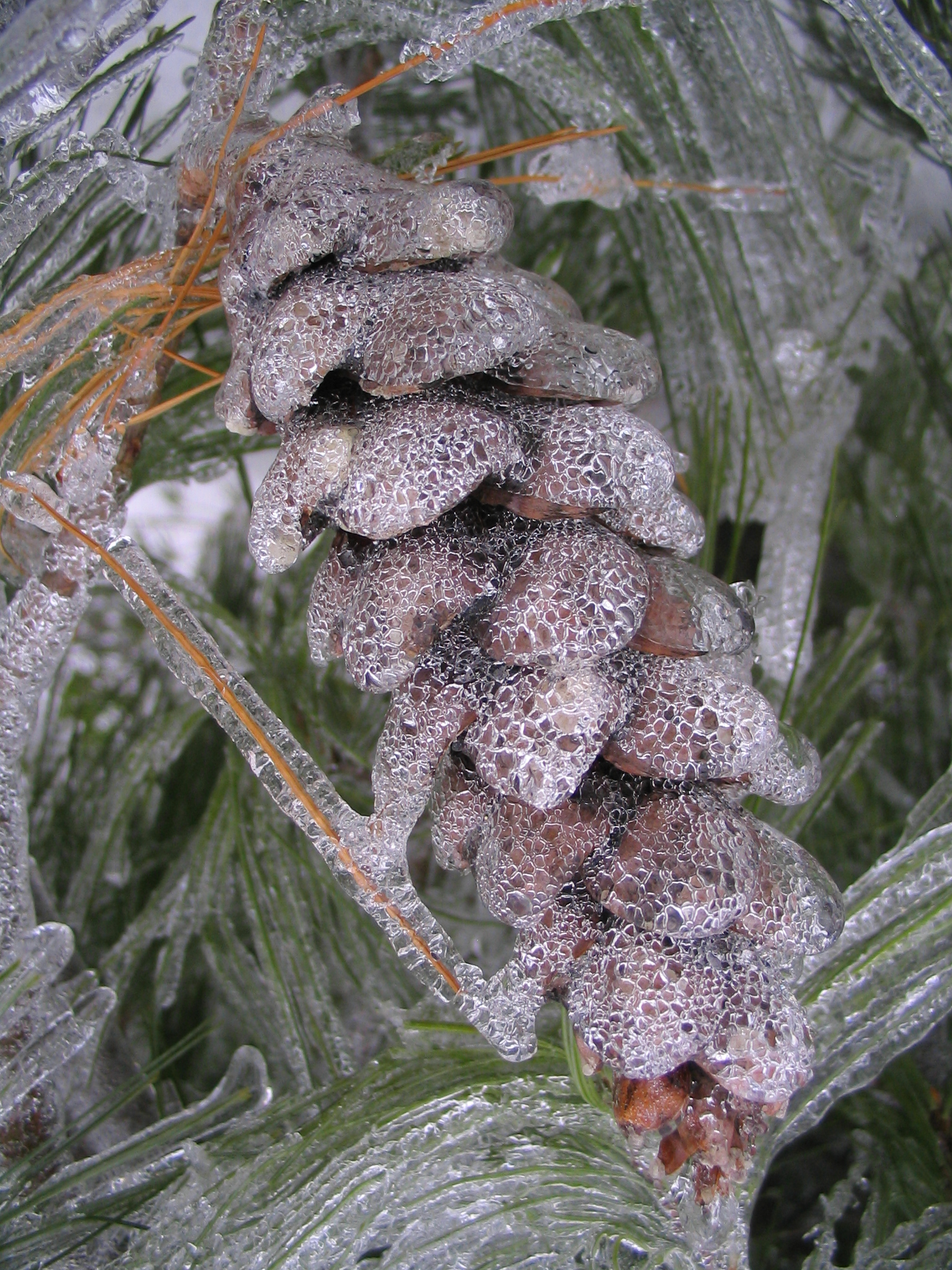
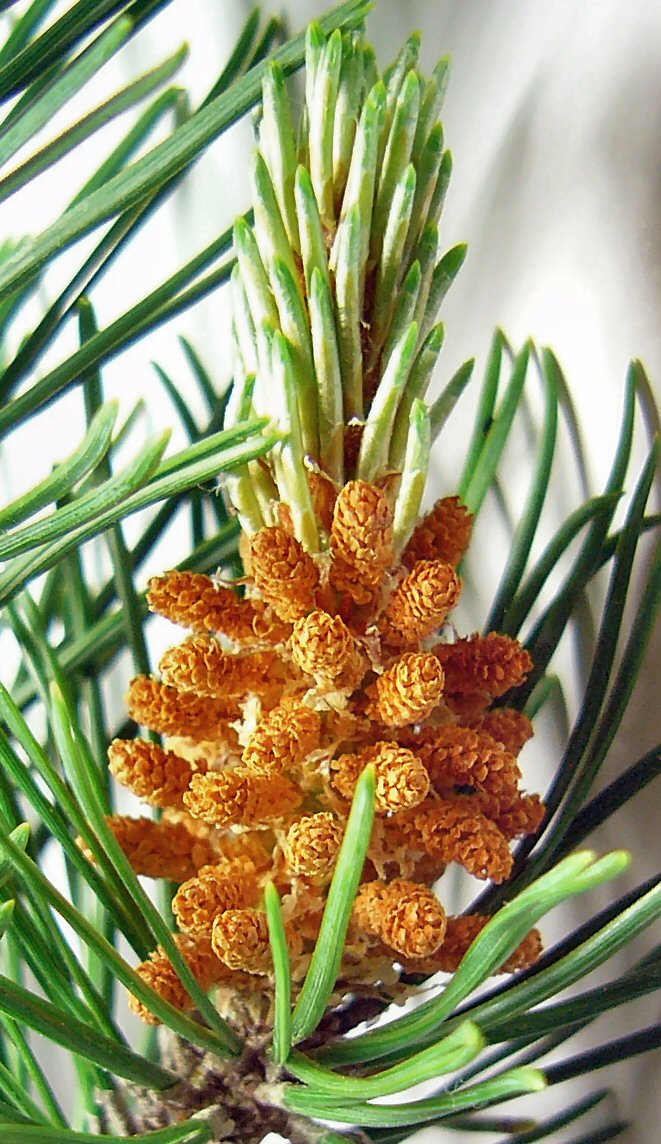
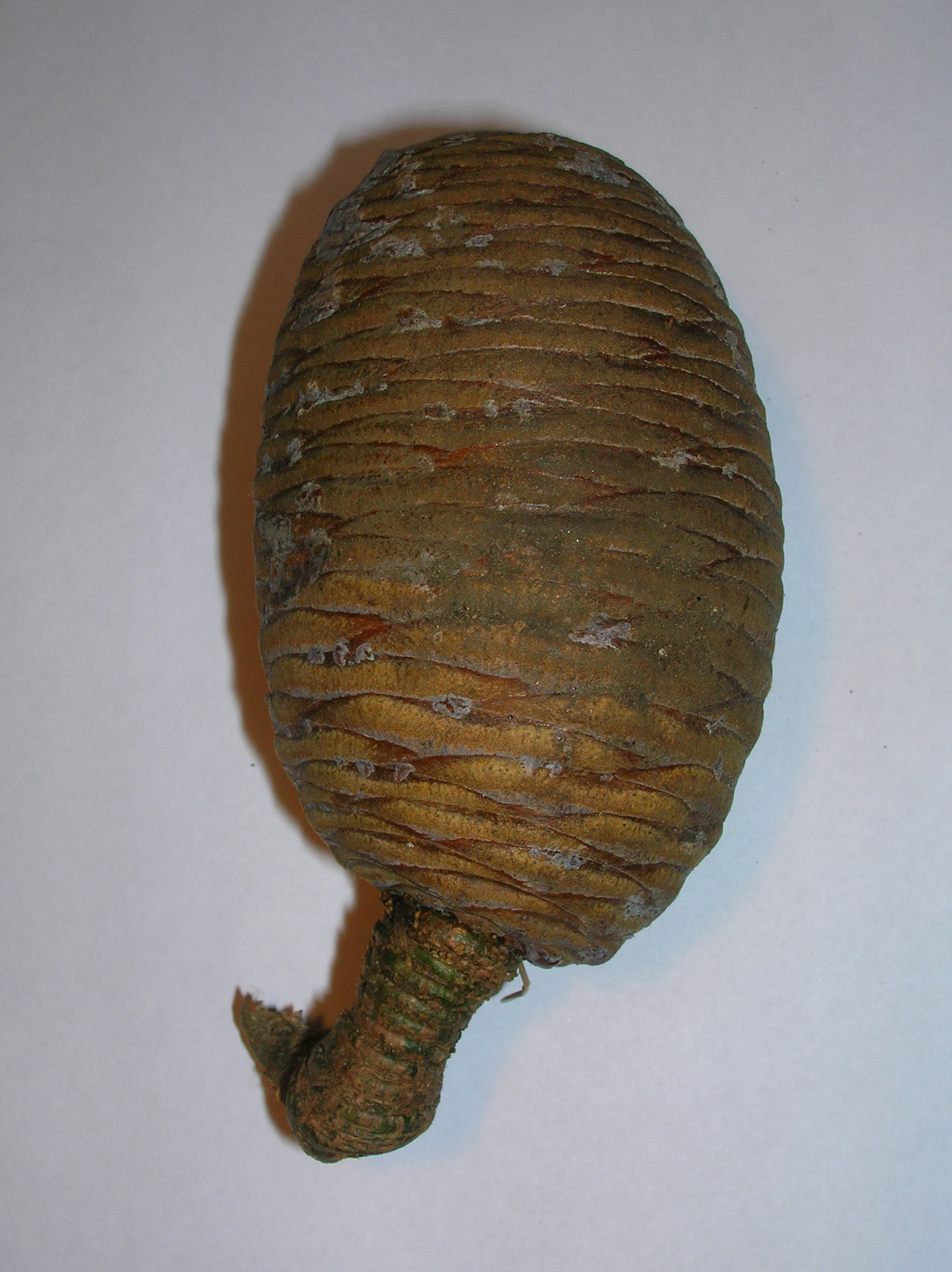
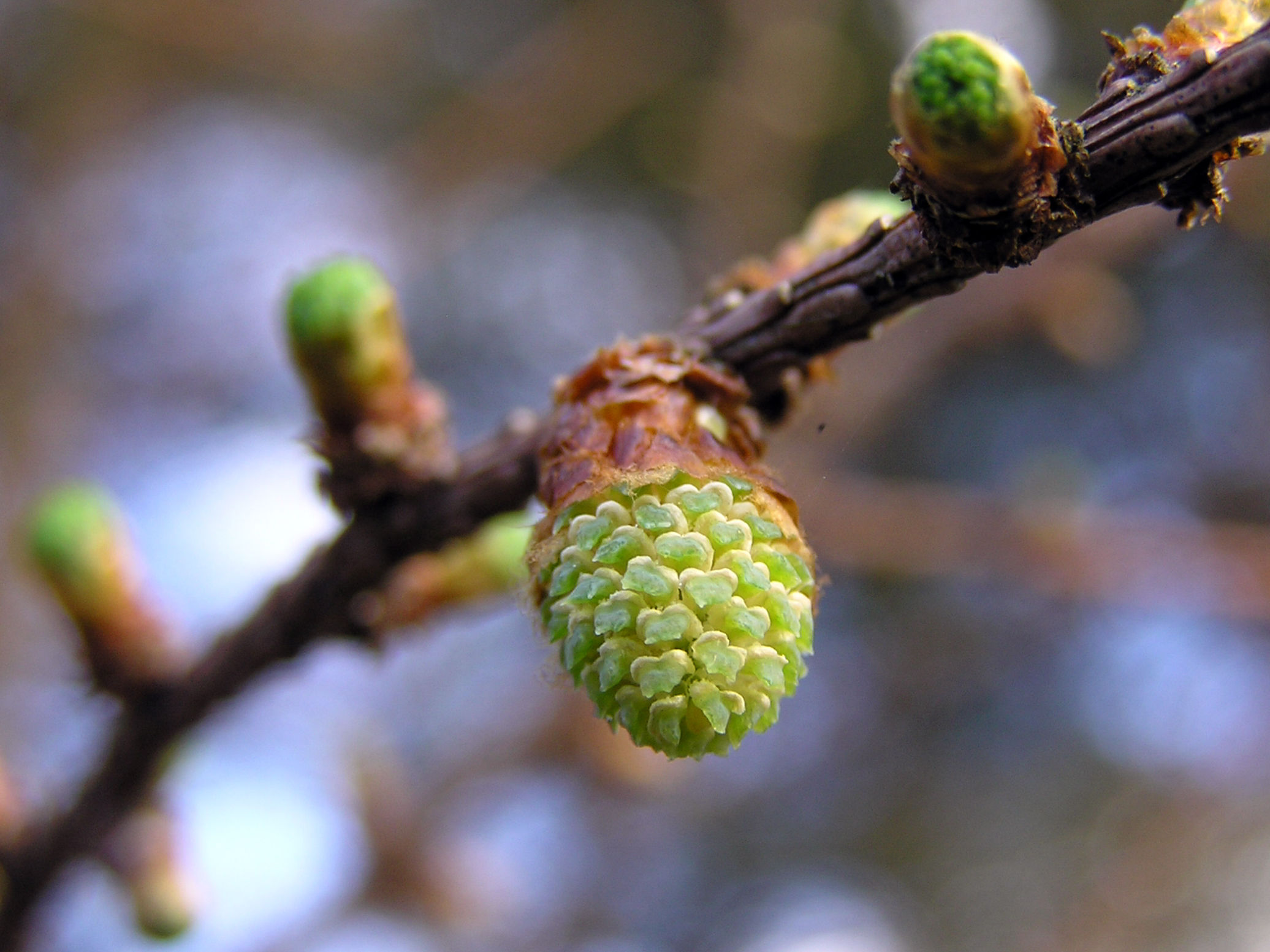
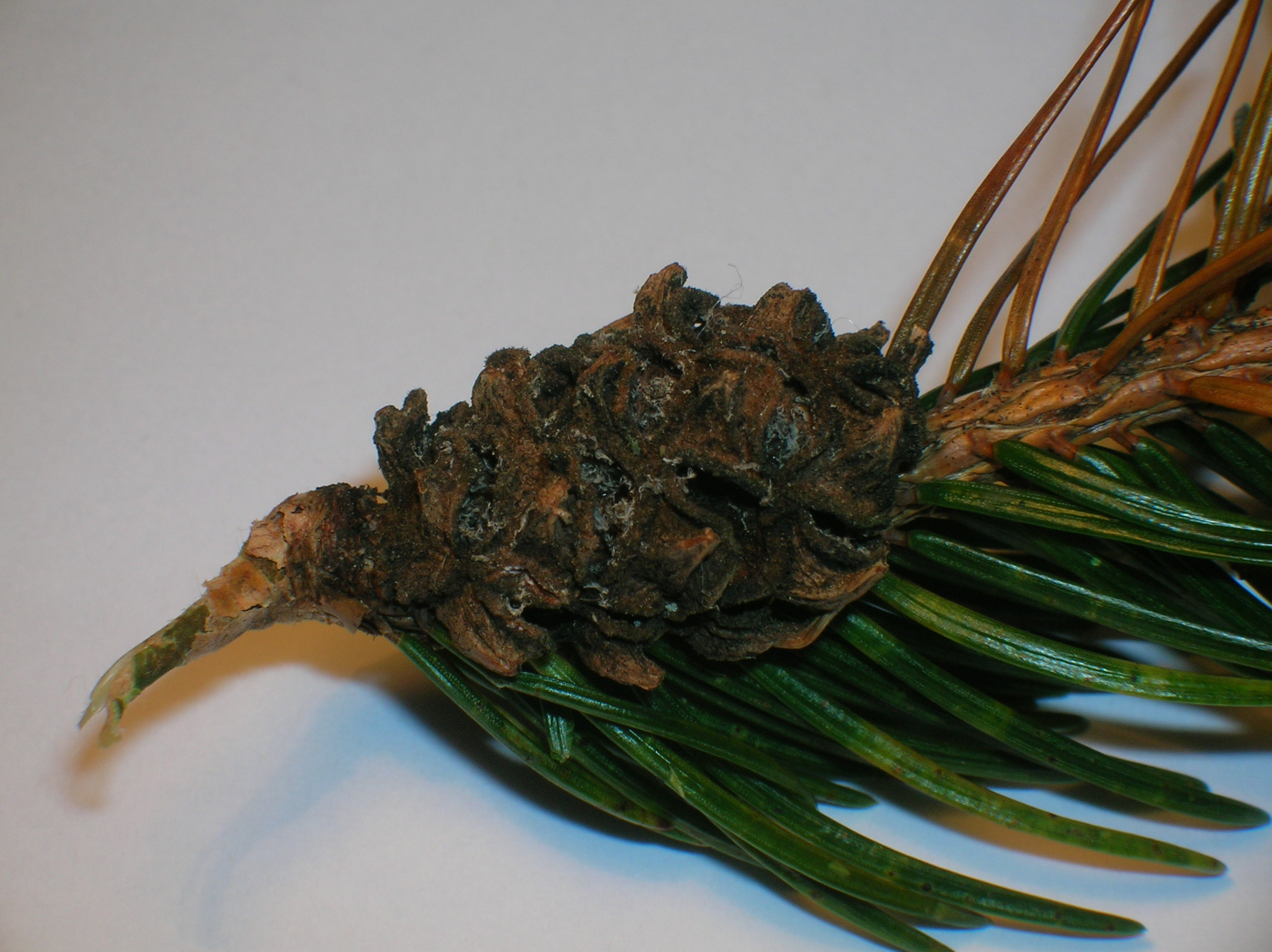
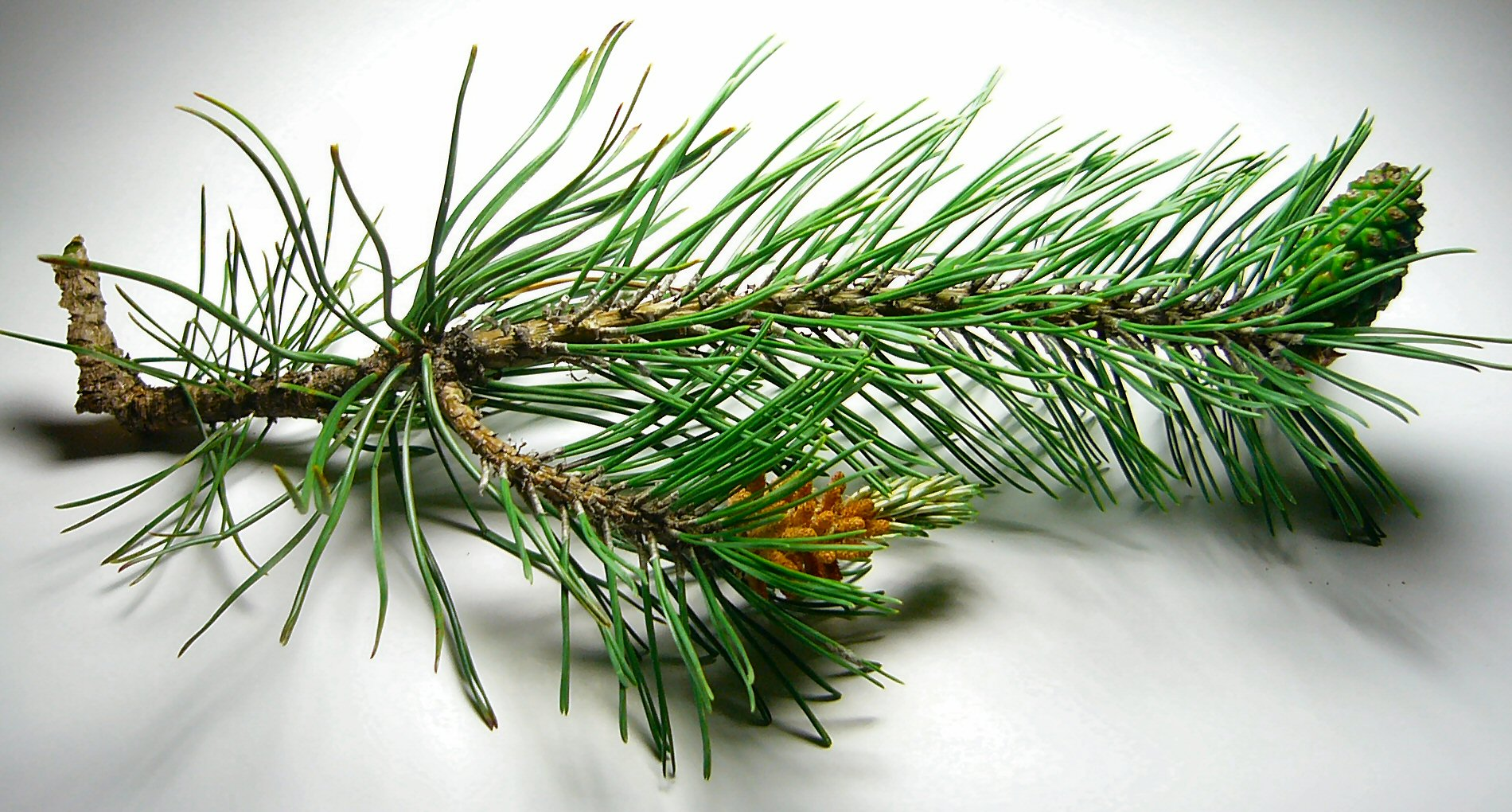
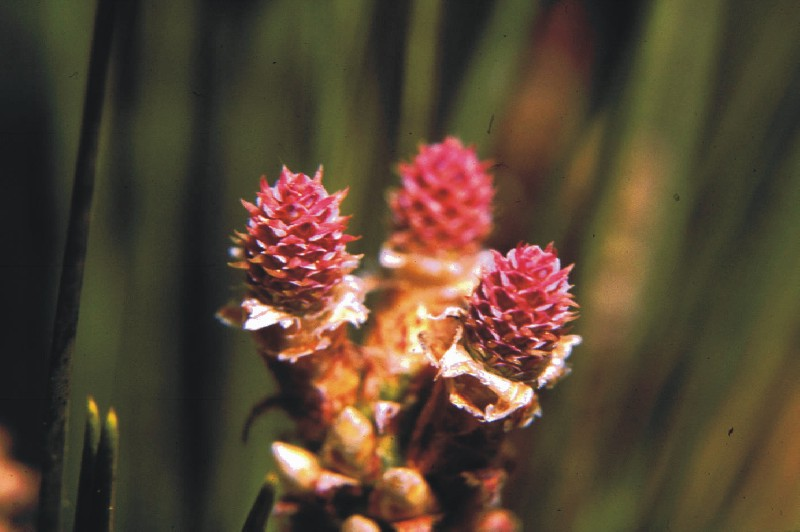
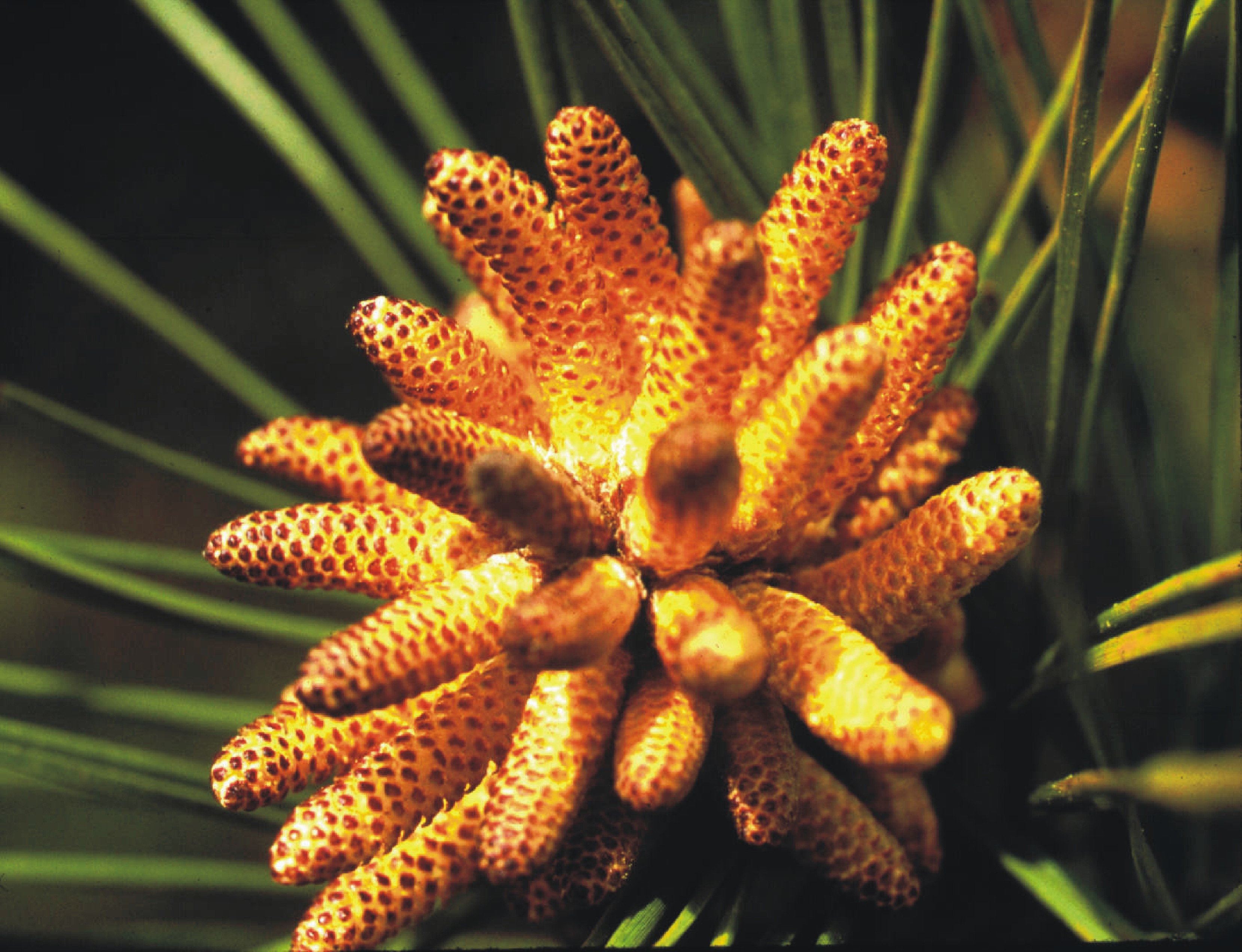
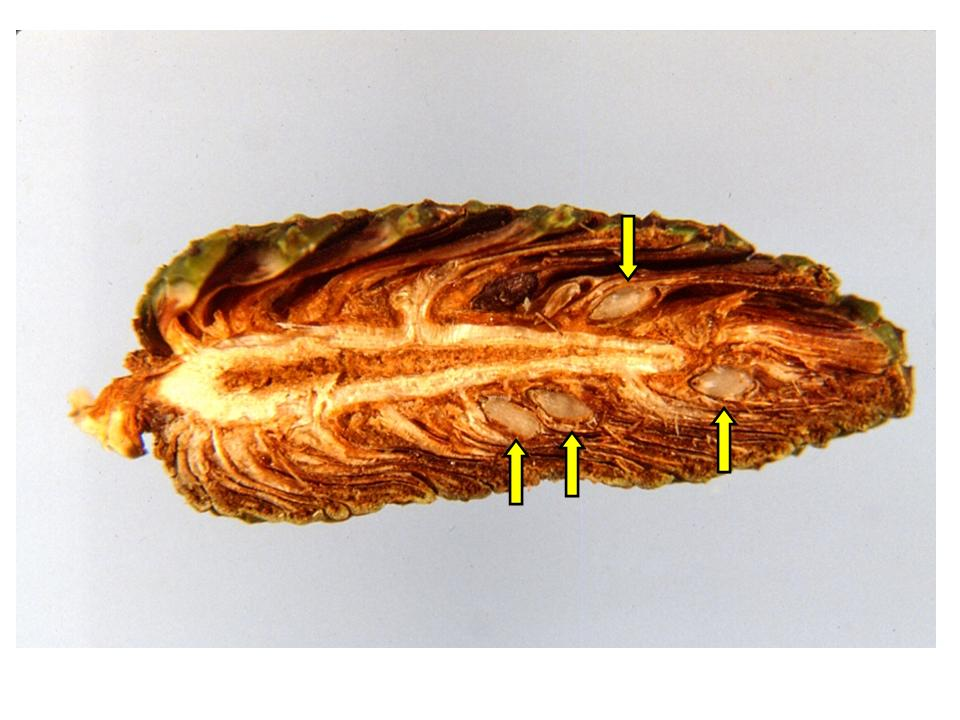
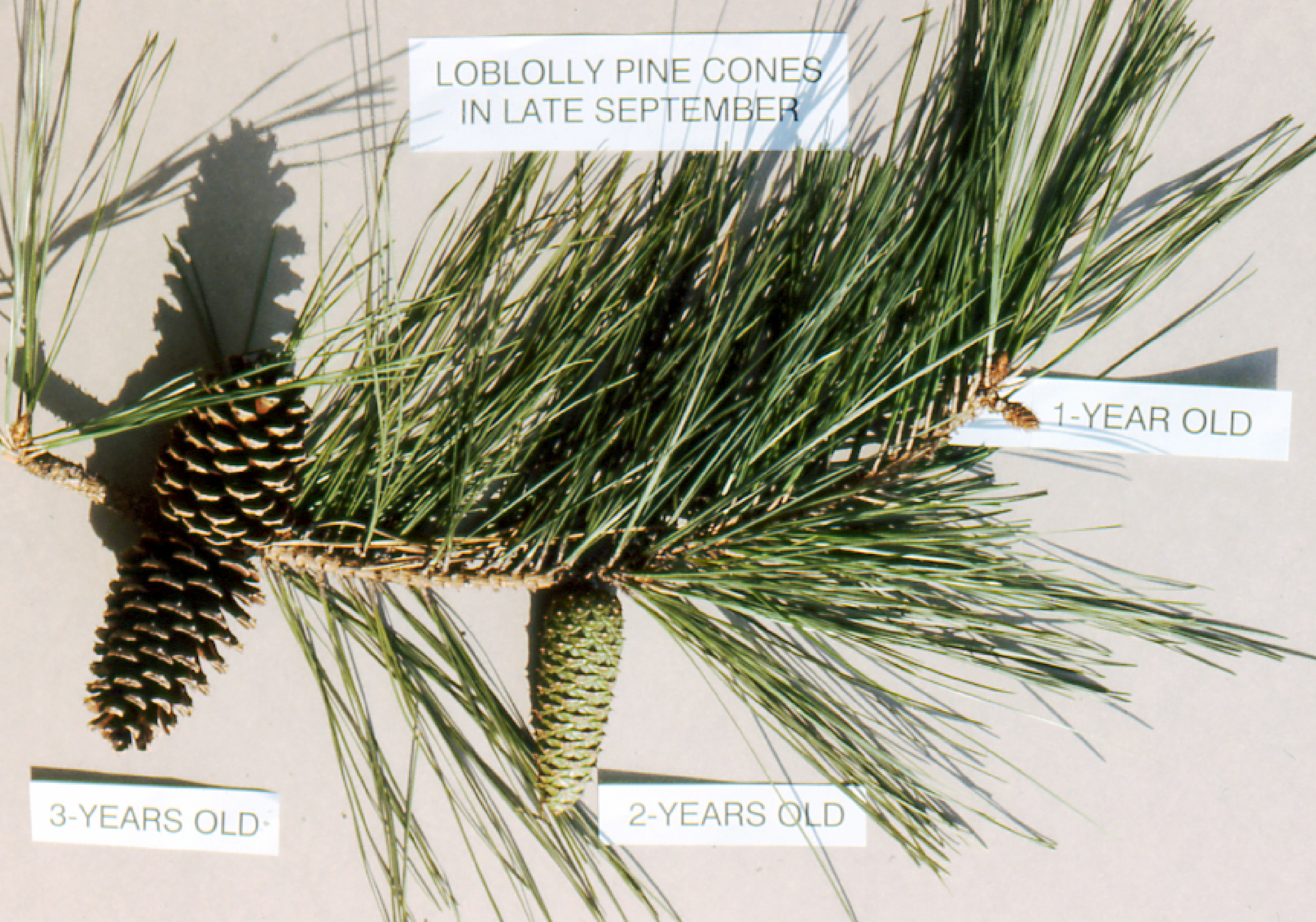
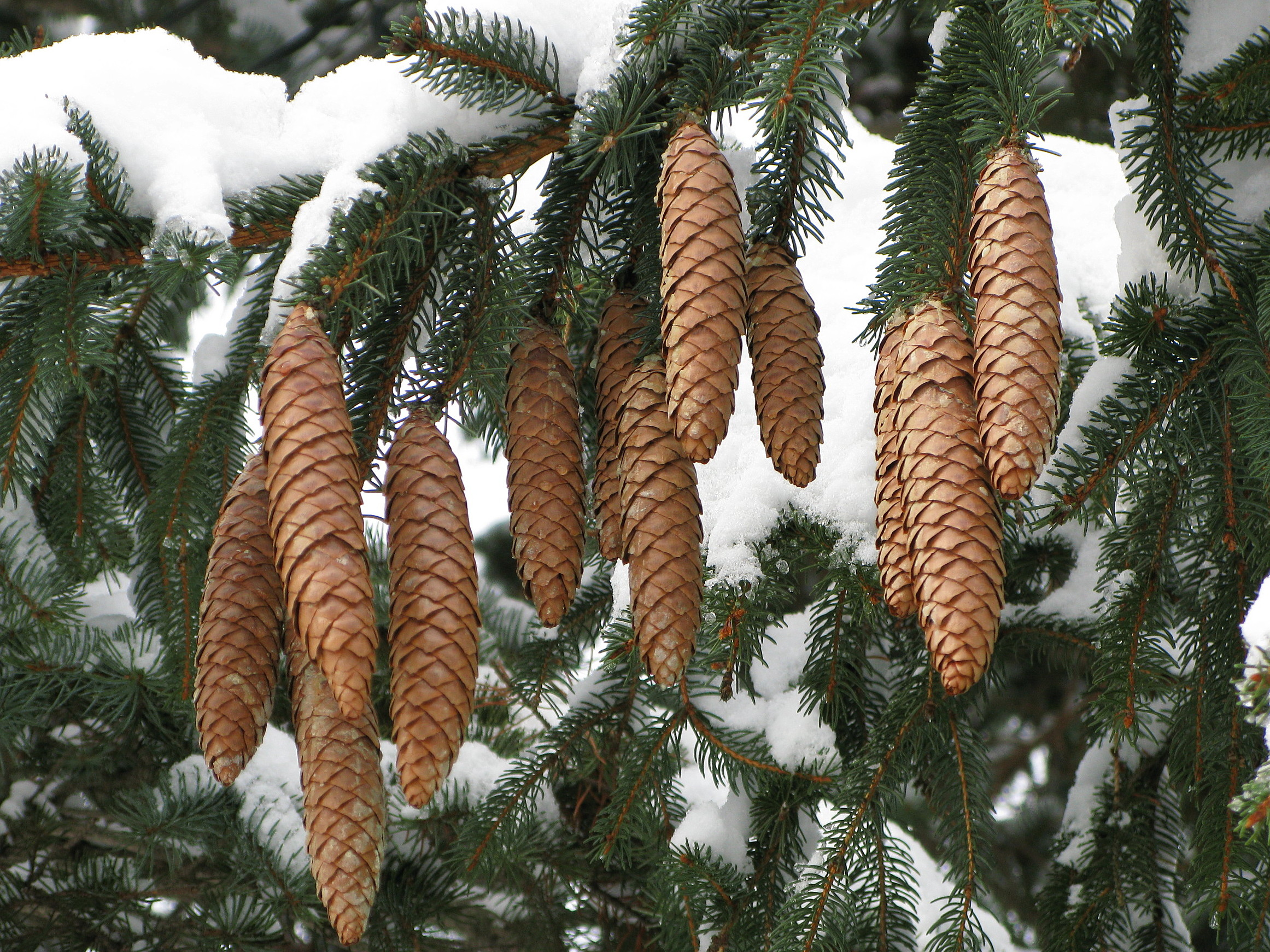
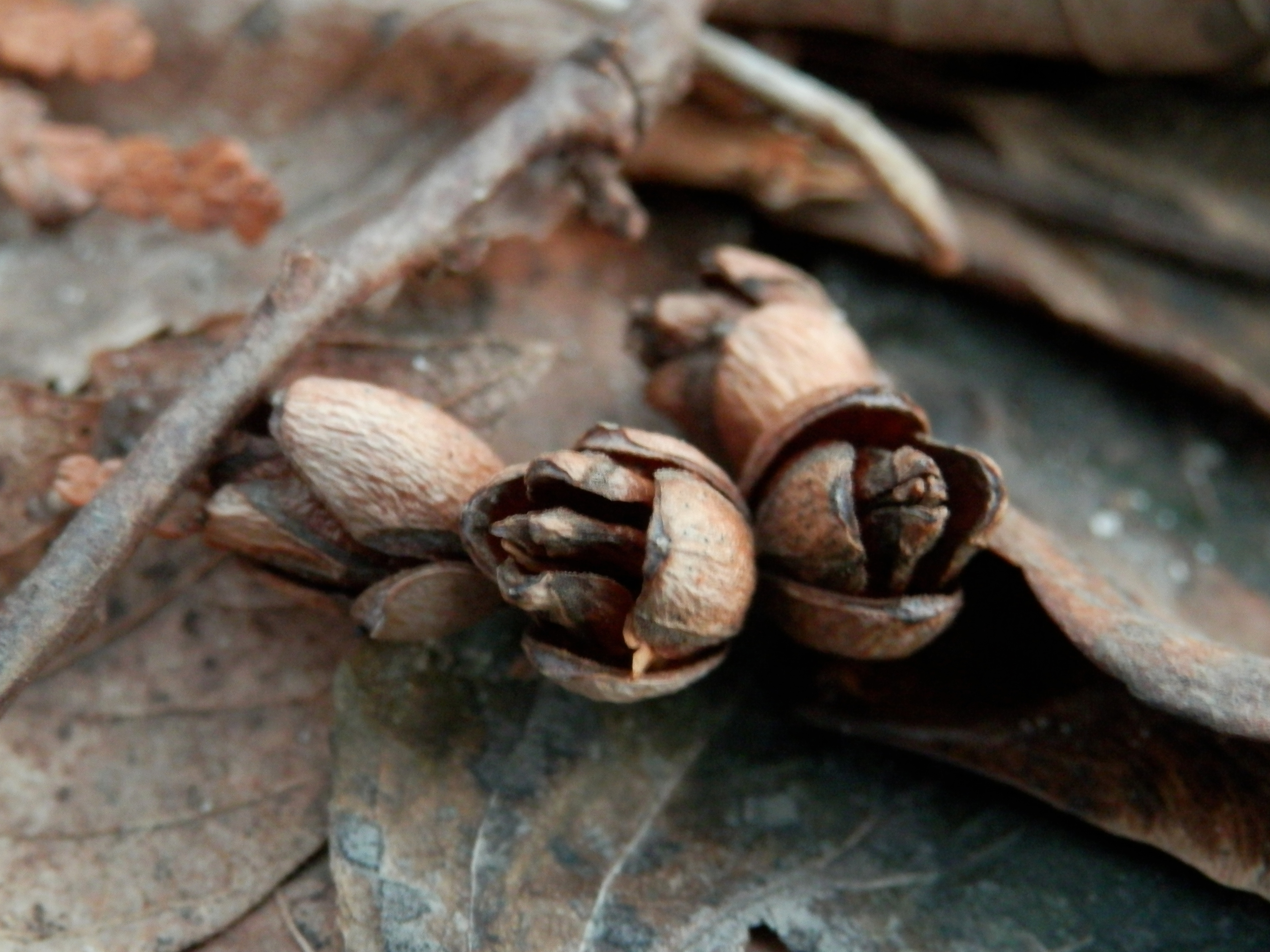
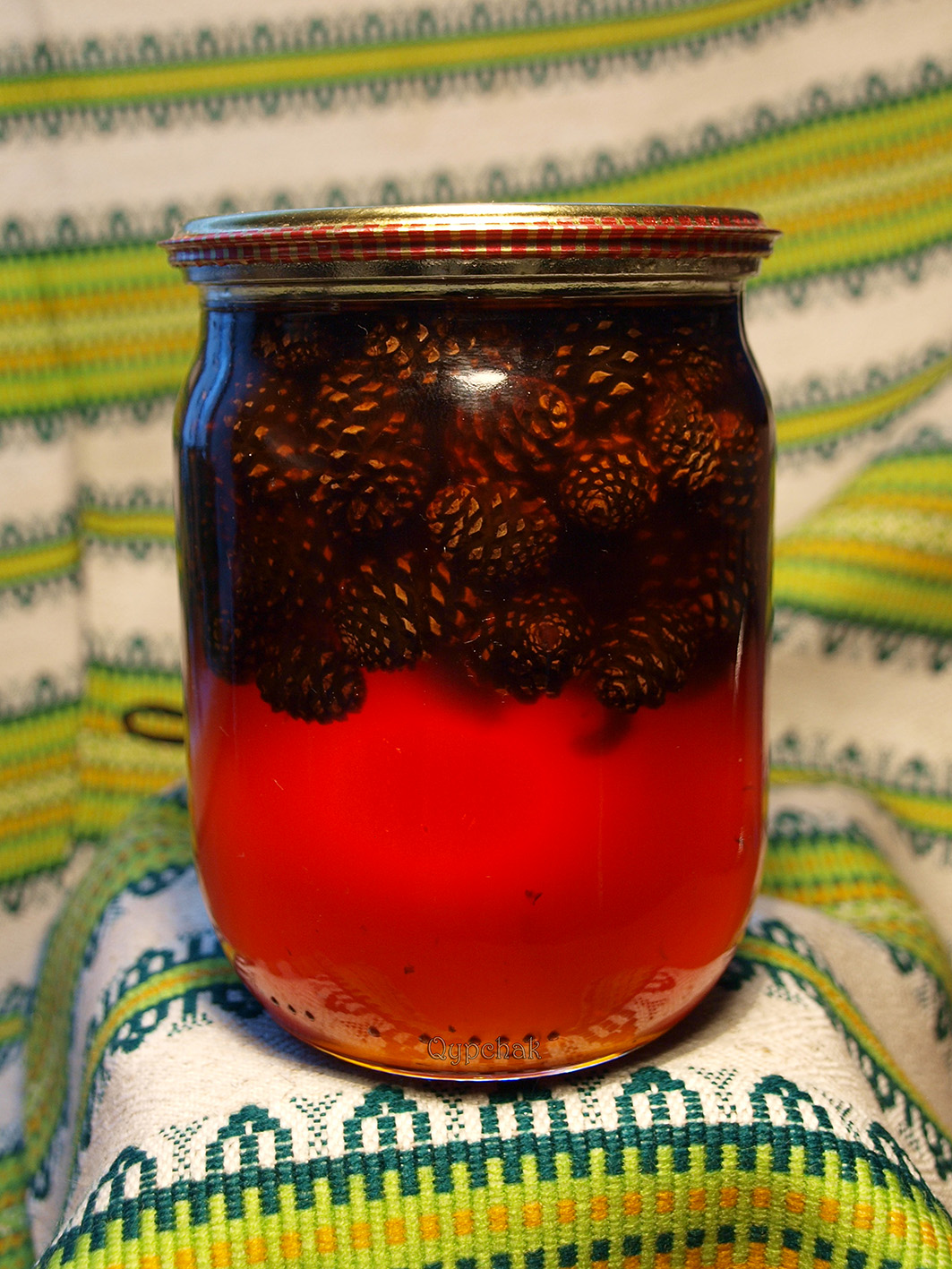